# Katholisches Priesterseminar

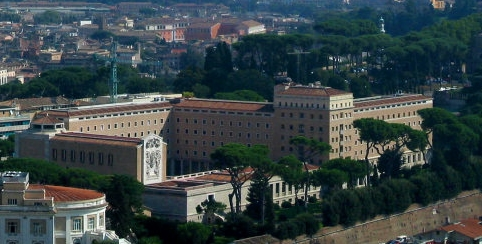
Priesterseminar Päpstliches Nordamerika-Kolleg in Rom, 2010

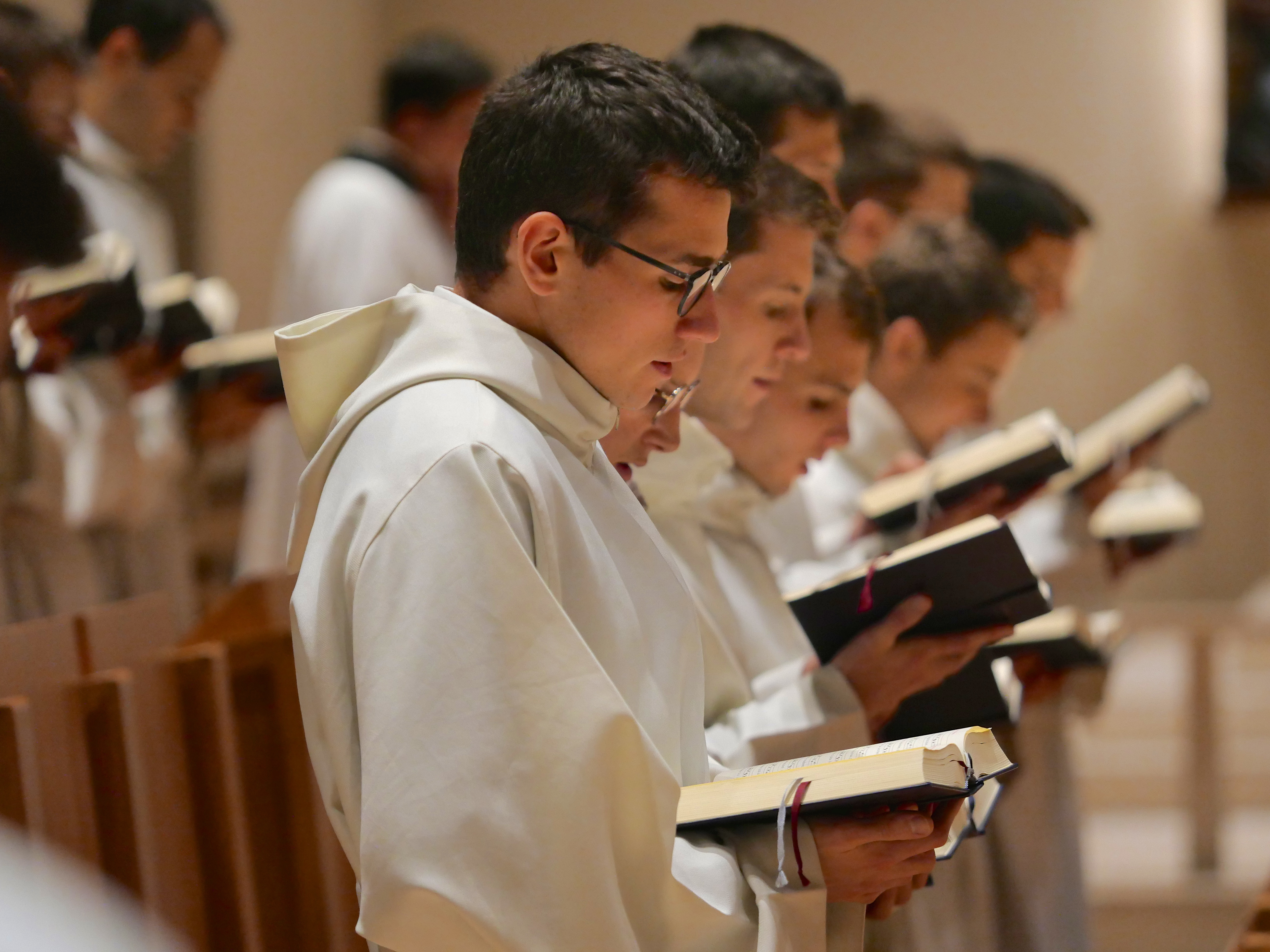
Seminaristen der Gemeinschaft Sankt Martin im Priesterseminar in Frankreich, 2021

Priesterseminare römisch-katholischer Diözesen sind Ausbildungsstätten für deren Priesteramtskandidaten. Die Priesterausbildung findet ergänzend zum Studium der Theologie statt und will spirituelle und praktische Bereiche der priesterlichen Ausbildung sicherstellen, die nicht Inhalt wissenschaftlich-universitärer Theologie sind. Ordensmänner können in Priesterseminaren ebenfalls ausgebildet werden, oft werden sie aber in ordensinternen Einrichtungen, gemäß ihrer jeweiligen Ordensspiritualität, ausgebildet.

## Geschichtlicher Rückblick
Der Grundgedanke zur Einrichtung von Priesterseminaren geht auf das „Dekret über das Sakrament der Priesterweihe“ zurück, welches auf dem Konzil von Trient (Tridentinum) verabschiedet wurde. Hiernach sollte es in jeder Diözese mindestens ein Priesterseminar – früher auch „Klerikalseminar“ genannt – geben. Diese Forderung ließ sich aber nicht in allen Bistümern der katholischen Kirche verwirklichen, so dass Papst Gregor XIII. (1572–1585) in Rom mehrere päpstliche Kollegs in Seminare für die Priesterausbildung umwandelte und neue Priesterseminare gründete. Im 16. Jahrhundert bildete sich Rom zum Mittelpunkt der Priesterausbildung heraus, hierbei erhielten die Priesteramtskandidaten aus den Missionsländern besondere Förderung. Parallel hatten die Jesuiten in mehreren Ländern etwa 370 Einrichtungen geschaffen, die der Aus- und Weiterbildung von eigenen Ordenspriestern aber auch externen Studenten dienten. Ende des 16. Jahrhunderts wurden im Zuge der Ratio Studiorum – ein Leitfaden oder eine Anleitung zum Lernen – auch Universitäten der Jesuiten und theologische Fakultäten errichtet. Im 19. Jahrhundert begann eine Reform und Neugründung zahlreicher Priesterseminare auf der ganzen Welt. Dies war mitbegründet durch „die reservierte Haltung vieler Bischöfe gegenüber dem tridentinischen Seminardekret und die daraus sich entwickelnde Monopolstellung der Jesuiten in der Klerusausbildung“. Zum „Vorkämpfer für eine neue, staatsunabhängie Klerikerbildung wurde Karl August Graf von Reisach“, als er Bischof von Eichstätt war.
1917 erhielt Eugenio Pacelli, der spätere Papst Pius XII., eine Generalinstruktion, die ihm auferlegte, sich um die Priesterausbildung und das Theologiestudium zu kümmern. Hinsichtlich der Priesterbildung „wurde bemängelt, dass die theologische Ausbildung nicht im eigenen Haus […] erfolge. Deshalb seien die Alumnen den heterodoxen Lehren sowie den gefährlichen Kontakten mit den Studenten anderer Fakultäten ausgesetzt.“
Heute erhalten die Priesteramtskandidaten ihre geistliche und theologische Ausbildung überwiegend in kirchlichen Bildungseinrichtungen. Deutschland und Österreich gehören zu den wenigen Ländern, die an ihren staatlichen Hochschulen oder Universitäten auch theologische Fakultäten unterhalten.

## Entwicklung

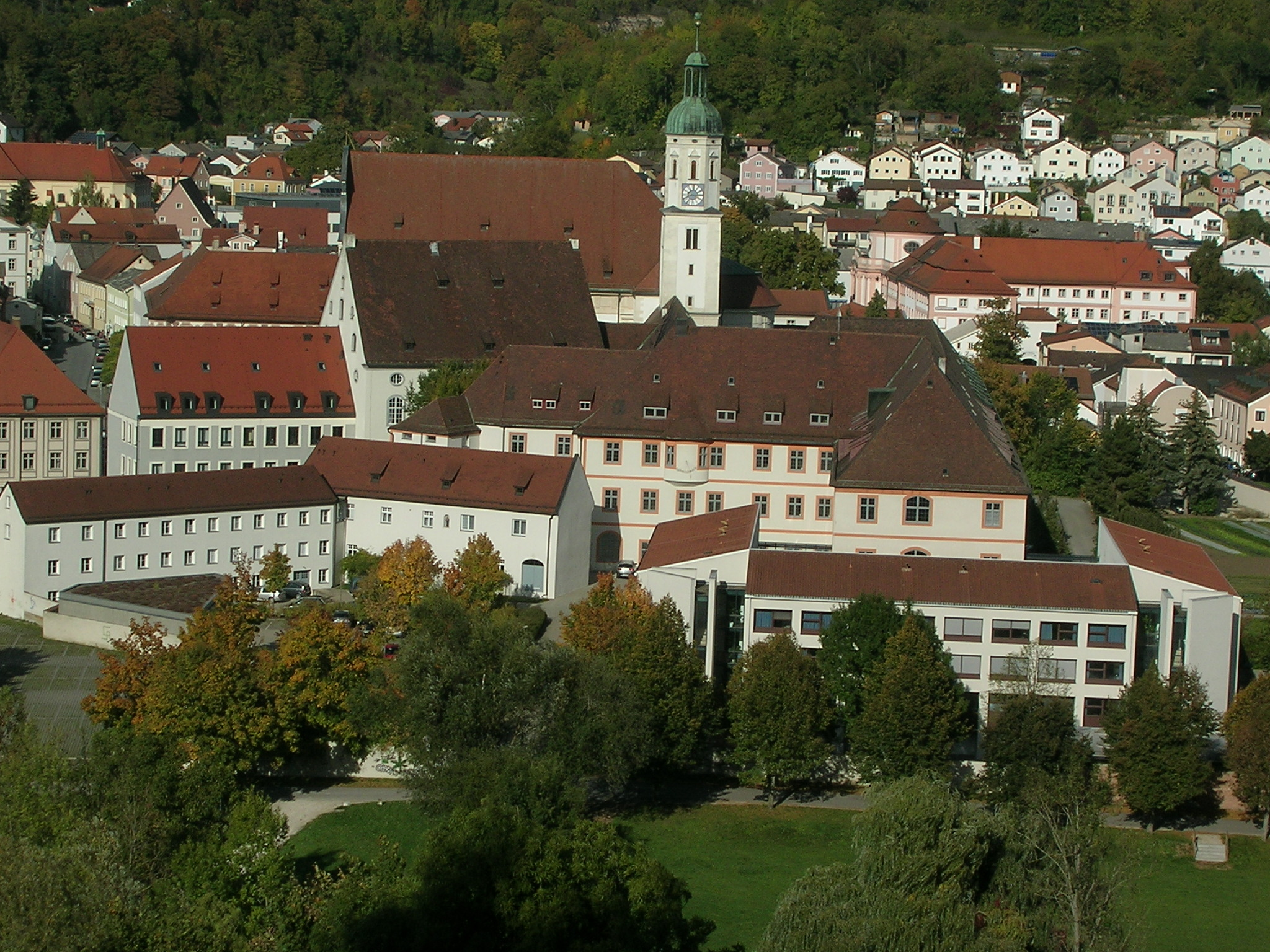
Collegium Willibaldinum Eichstätt, 2013

Die Bildungseinrichtung, die heute als Priesterseminar bekannt ist, erlebte erst nach dem Konzil von Trient ihre Geburtsstunde. Die Jesuiten und die Sulpizianer haben sich oft auf die Leitung von Seminarien spezialisiert. Vor allem in Krisenzeiten der Kirchengeschichte war es üblich, dass Ordensmänner, nicht Diözesanpriester, als Vorsteher der Seminarien dienten. Das älteste Priesterseminar, das nördlich der Alpen nach den Reformen des Konzils von Trient lehrt, ist das im Jahre 1564 von Jesuiten errichtete Collegium Willibaldinum in Eichstätt.

## Priesterseminare der Gegenwart
Das Priesterseminar der Gegenwart wurde im Konzilsdekret des Zweiten Vatikanums über die Priesterausbildung (Optatam totius, 4) definiert:

„Die Priesterseminare sind zur priesterlichen Ausbildung notwendig. In ihnen muß die gesamte Ausbildung der Alumnen dahin zielen, daß sie nach dem Vorbild unseres Herrn Jesus Christus, des Lehrers, Priesters und Hirten, zu wahren Seelenhirten geformt werden; sie müssen also zum Dienst am Wort vorbereitet werden, daß sie das geoffenbarte Gotteswort immer besser verstehen, durch Meditation mit ihm vertraut werden und es in Wort und Leben darstellen; zum Dienst des Kultes und der Heiligung, daß sie in Gebet und im Vollzug der heiligen Liturgie das Heilswerk durch das eucharistische Opfer und die Sakramente vollziehen; zum Dienst des Hirten, daß sie den Menschen Christus darstellen können, der ‚nicht kam, um sich bedienen zu lassen, sondern um zu dienen und sein Leben als Lösegeld für viele hinzugeben‘ (Mk 10,45; vgl. Joh 13,12–17 ), und daß sie Diener aller werden und so viele gewinnen (vgl. 1 Kor 9,19 ).“

Priesterseminare sind juristische Personen in der Kirche (CIC can. 238). Sie stehen unter der Leitung eines Rektors (can. 239), in deutschsprachigen Bistümern Regens genannt, der es auch rechtlich vertritt. Die geistliche Begleitung der Priesteramtskandidaten obliegt dem Spiritual.

### Seminarformen
Üblich sind im deutschen Sprachraum zwei unterschiedliche Formen der Seminarausbildung:
1. Trennung zwischen theologischer und praktischer Ausbildung
  1. Die theologische Ausbildung erfolgt in einem Theologenkonvikt, zumeist in enger Kooperation mit staatlichen Hochschulen.
  2. Das Pastoralseminar dient der Gewährleistung der praktisch-liturgischen Ausbildung, aufbauend auf einem Theologenkonvikt.
2. Vereinigung wissenschaftlich-theologischer und pastoral-liturgischer Ausbildung
  1. Das Vollseminar als Vereinigung der Funktionen der beiden obigen Ausbildungsstätten.

#### Theologenkonvikt  und Pastoralseminar
Ein Theologenkonvikt (lat. convictorium) ist ein an eine Hochschule angegliedertes kirchliches Heim, in dem römisch-katholische Priesteramtskandidaten ausgebildet werden. Der Unterschied zu einem Wohnheim oder Studienheim liegt darin, dass die Bewohner eines Konvikts neben dem fachtheoretischen Studium an der Hochschule im Konvikt auch eine geistlich-pastorale Ausbildung erhalten. Theologenkonvikte gibt es nur in solchen Diözesen, in denen die theologisch-universitäre Ausbildungsphase (erstes bis fünftes Jahr) und die pastoral-liturgische Ausbildungsphase (sechstes bis achtes Jahr) in Theologenkonvikt und Pastoralseminar getrennt sind. In Diözesen, die diese Trennung nicht vornehmen, werden beide Ausbildungsabschnitte im Priesterseminar absolviert. Diese werden Vollseminare genannt.
Das Theologenkonvikt steht unter der Leitung eines Direktors, oft von Repetenten unterstützt, und eines Spirituals. Die Diözesantheologen verbringen üblicherweise im Laufe ihres Studiums, wie auch die Priesteramtskandidaten, mindestens zwei Semester an einem anderen Hochschulort, die sogenannte Externitas oder „Freisemester“, in denen sie nicht in einem Priesterseminar, sondern privat wohnen und ihre Bereitschaft prüfen, die priesterliche Lebensweise aufrechtzuerhalten.
Kirchenrechtlich sind Theologenkonvikte mit Priesterseminaren identisch, die rein praktische Unterscheidung ist nur in Deutschland üblich.

#### Vollseminar
Das Vollseminar ist die Vereinigung beider obiger Einrichtungen in einem Komplex. Das Kirchenrecht schreibt vor, dass Seminaristen wenigstens vier Jahre lang im Priesterseminar unterwiesen werden (CIC can. 235). In Deutschland gibt es das „Freijahr“: üblicherweise verbringen die Seminaristen zwei Semester im Laufe ihres Studiums an einem anderen Hochschulort, wo sie nicht in einem Priesterseminar, sondern privat wohnen und ihre Bereitschaft prüfen, die priesterliche Lebensweise auch ohne die institutionelle Kontrolle der Kirche beizubehalten.

#### Diözesane Struktur
Grundsätzlich wird in jedem Bistum ein Priesterseminar errichtet (CIC can. 237). Bistümer, die nicht genügend Priesteramtskandidaten haben, um ein eigenes Priesterseminar zu unterhalten, entsenden ihre Priesteramtskandidaten in ein diözesanfremdes Seminar oder in ein von mehreren Bistümern getragenes interdiözesanes Seminar (lateinisch seminarium interdioecesanum), auch Regionalseminar genannt. Wenn dieses im Rahmen einer Kirchenprovinz geschieht, spricht man von einem Metropolitanseminar.
In Lateinamerika und in der Karibik sind die weitaus meisten Priesterseminare Regionalseminare. Wichtig ist dabei, dass sich die Bischöfe über die geistliche Ausrichtung des Regionalseminars und über die Studieninhalte verständigen.
Für Spätberufene erfolgt in Deutschland die Ausbildung überwiegend in einem überdiözesanen Priesterseminar, dem Studienhaus St. Lambert.
Der anhaltende Rückgang der Priesteramtskandidaten – auch in Italien und Polen – hat Diskussionen um eine Zusammenlegung der Priesterseminare in Deutschland ausgelöst. Derzeit sehen die Planungen der Deutschen Bischofskonferenz die Reduktion auf 10 Seminarorte vor; offen ist aber, inwieweit dies von den 27 deutschen Bistümern mitgetragen wird. Ob es dabei eine Untergrenze der Zahl der Seminaristen geben wird, überlässt der Vatikan den nationalen Bischofskonferenzen.

### Zulassung
CIC can. 241,1 schreibt vor, dass der Diözesanbischof nur solche Kandidaten ins Seminar aufnehmen darf, die aufgrund ihrer charakterlichen Eigenschaften, ihrer physischen und psychischen Gesundheit und auch ihrer rechten Absicht fähig erscheinen, sich dauernd geistlichen Ämtern zu widmen. Der Diözesanbischof delegiert die Aufnahme eines Seminaristen oft an den Regens. Die Entscheidung über die Zulassung zur Diakonen- bzw. Priesterweihe liegt beim Bischof. Im Oktober 2008 verabschiedet der Vatikan neue Richtlinien für die Zulassung zum Priesterseminar, die sich an den Richtlinien der Bistümer der Deutschen Bischofskonferenz orientieren.
Da die katholische Kirche die Frauenordination bislang nicht kennt (can. 1024 CIC), werden derzeit nur Männer als Priesteramtskandidaten zugelassen.
Umstritten ist, ob homosexuelle Kandidaten von der Aufnahme in das Priesterseminar ausgeschlossen werden sollen. Der Vatikan hatte dies – bei offenen Bekenntnis der Homosexualität – wiederholt gefordert; umgesetzt wird dies in Deutschland weitgehend nicht.
Zur Steigerung der Weihezahlen wurden teilweise die Qualitätsstandards bei der Zulassung gesenkt. Dies wird jedoch vom Vatikan kritisch gesehen, wie das Verbot der Priesterweihen in zwei französischen Bistümern zeigt. Erfahrungen in Deutschland zeigen, dass vielmehr die Erschwerung des Zugangs durch (psychologische) Eignungstests sinnvoll ist.

### Ausbildung
In Deutschland wird die zweiphasige Ausbildung der Priesteramtskandidaten auf der Grundlage des Codex Iuris Canonici durch die Rahmenordnung für die Priesterbildung der Deutschen Bischofskonferenz geregelt. Sie wird durch die jeweiligen Vorschriften des Ortsbistums konkretisiert und ergänzt. Kern der ersten Phase ist neben der spirituellen und pastoralen Ausbildung das mindestens fünfjährige Studium der katholischen Theologie, währenddessen die Kandidaten mit Ausnahme des 4. Studienjahres im Priesterseminar oder im Theologenkonvikt ihres Bistums am Studienort wohnen. Die zweite Phase führt als dreijährige praktische Ausbildung in Jahresschritten zu Weihe als Diakon, als Priester und zum Pfarrexamen. In den beiden ersten Jahren lebt der Kandidat ebenfalls überwiegend im Priesterseminar, im sog. Neupriesterjahr lebt und wirkt er in einer Pfarrei des Bistums.
Vorgeschriebene und freiwillige Gebets-, Lern- und Mahlzeiten bestimmen zwar den Alltag im Priesterseminar, jedoch ist der Unterschied von Seminar zu Seminar äußerst groß. In manchen sind Stundengebet, heilige Messe und Mahlzeiten  verpflichtend, in anderen gibt es nur wenige Verpflichtungen.
Die Ausbildung in den Priesterseminaren gilt zunehmend als nicht mehr zeitgemäß; die Diskussion um eine Reform ist daher vielgestaltig und fordert beispielsweise die offene Thematisierung von Themen wie Sexualität und Zölibat.

## Überdiözesane Seminare
Überdiözesane Priesterseminare im deutschen Sprachraum:
- Pontificium Collegium Germanicum et Hungaricum de Urbe in Rom, Canisianum in Innsbruck und Priesterseminar Sankt Georgen in Frankfurt am Main, alle unter der Leitung des Jesuitenordens
- Interdiözesanes Studienhaus St. Lambert in Lantershofen (Gemeinde Grafschaft, Landkreis Ahrweiler) und Priesterseminar Leopoldinum in Heiligenkreuz (Niederösterreich) für deutschsprachige Priesteramtskandidaten ohne Abitur bzw. Matura
- Herzogliches Georgianum in München
- Internationales Priesterseminar St. Petrus der Priesterbruderschaft St. Petrus in Wigratzbad
- Internationales Priesterseminar Collegium Orientale in Eichstätt
- Priesterseminare Redemptoris Mater unter Leitung des Neokatechumenalen Wegs in Berlin (Standort Biesdorf), Köln (Standort Bonn-Endenich), Wien, Lugano und Freiburg/CH

Weitere Seminare:
- Priesterseminar der Gemeinschaft Sankt Martin in Évron (Westfrankreich)
- Saint Patrick’s Seminary bei Maynooth (Irland)
- St-Sulpice de Paris in Paris (Frankreich)
- Das Wiener Priesterseminar (Österreich)
- Mundelein Seminary der University of Saint Mary of the Lake, Chicago, Saint Charles Borromeo Seminary in Wynnewood, Pennsylvania und St. Joseph’s in Dunwoodie Yonkers (USA)
- Priesterseminar im  „traditionellen Stil“ (Our Lady of Guadalupe) 1993 in Denton, Nebraska (USA, seit 1993).